# Paolo Rocco Gualtieri

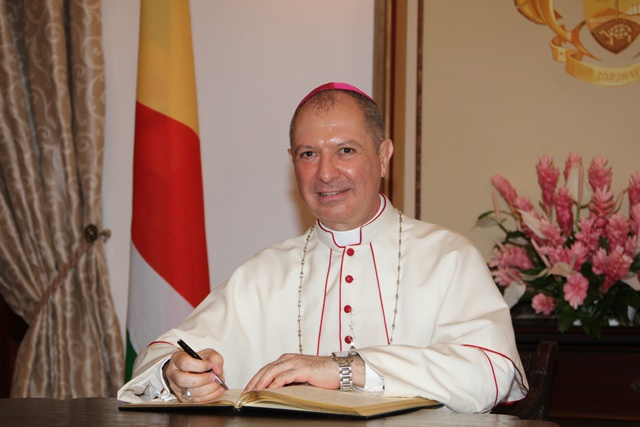
Paolo Rocco Gualtieri, 2016

Paolo Rocco Gualtieri (* 1. Februar 1961 in Supersano, Provinz Lecce, Italien) ist ein italienischer Geistlicher, römisch-katholischer Erzbischof und Diplomat des Heiligen Stuhls.

## Leben
Paolo Rocco Gualtieri empfing am 24. September 1988 das Sakrament der Priesterweihe für das Bistum Ugento-Santa Maria di Leuca.
Am 13. April 2015 ernannte ihn Papst Franziskus zum Titularerzbischof von Sagona und bestellte ihn zum Apostolischen Nuntius in Madagaskar. Die Bischofsweihe spendete ihm Kardinalstaatssekretär Pietro Parolin am 30. Mai desselben Jahres; Mitkonsekratoren waren Kurienerzbischof Paul Gallagher und Vito Angiuli, Bischof von Ugento-Santa Maria di Leuca.
Papst Franziskus ernannte ihn am 26. September 2015 zusätzlich zum Apostolischen Nuntius auf den Seychellen und am 24. Oktober desselben Jahres zum Apostolischen Nuntius auf Mauritius. Am 13. November desselben Jahres wurde er zudem zum Apostolischen Delegaten auf den Komoren ernannt und mit Aufgaben eines Apostolischen Delegaten auf Réunion betraut.
Am 6. August 2022 ernannte ihn Papst Franziskus zum Apostolischen Nuntius in Peru.